# Apiococcus globosus
Apiococcus globosus är en insektsart som beskrevs av Hempel 1900. Apiococcus globosus ingår i släktet Apiococcus och familjen filtsköldlöss. Inga underarter finns listade i Catalogue of Life.